# 天下統一 ファイヤービーダマン
『天下統一 ファイヤービーダマン』（チョナトンイル ファイヤービーダマン, Fire Beadman, 천하통일 파이어비드맨）は、2005年7月に放送された日本のテレビアニメ作品の『B-伝説! バトルビーダマン 炎魂』の韓国版。韓国放送公社とソノコン, ヒウォンエンターテインメントによって制作されたファンタジーアドベンチャー作品である。

## キャラクター
- ガント (강토)
- グレイ (그레이)
- サンチョ (산초)
- スカイ (스카이)
- アルマダ (알마다)
- アババ (아바바)
- ヨムズ (염주)
- ウエン (웬)
- リ (리)
- クラウド (클라우드)
- カンノス (칸노스)
- ハリ (하리)
- アキュラス (아큘라스)
- ネロ (네로)
- ビーダ善人 (비드선인)
- アミゴス キャツ (아미고스캐츠)

## スタッフ
- 製作：韓国放送公社、ソノコン、ヒウォンエンターテインメント
- 制作：ヒウォンエンターテインメント